# One Time for All Time
One Time for All Time è il secondo CD dei 65daysofstatic pubblicato il 24 ottobre 2005 con Monotreme Records.
"Radio Protector" è stato pubblicato come singolo 7" in Febbraio 2006 con Monotreme Records. La band nel suo sito ha affermato che questo sarà l'unico singolo tratto dal CD.

## Tracce
1. Drove Through Ghosts To Get Here – 4:18
2. Await Rescue – 4:44
3. 23kid – 4:32
4. Welcome To The Times – 3:53
5. Mean Low Water – 4:00
6. Climbing On Roofs (Desperate Edit) – 2:27
7. The Big Afraid – 2:08
8. 65 Doesn't Understand You – 5:36
9. Radio Protector – 5:26